# 東明路駅
東明路駅（とうめいろ-えき）は中華人民共和国上海市浦東新区に位置する上海地下鉄6号線と13号線の駅である。

## 歴史
- 2007年12月29日 - 6号線の駅として開業[1]。
- 2018年12月30日 - 13号線の開業により、乗り換え駅となる[2]。

## 駅構造
両線共に島式ホーム1面2線の地下駅。

### のりば
| 番線                    | 路線     | 行先             |
| ----------------------- | -------- | ---------------- |
| 6号線ホーム（地下2階）  |          |                  |
| 1                       | ■ 6号線  | 東方体育中心方面 |
| 2                       | ■ 6号線  | 港城路方面       |
| 13号線ホーム（地下3階） |          |                  |
| 3                       | ■ 13号線 | 金運路方面       |
| 4                       | ■ 13号線 | 張江路方面       |

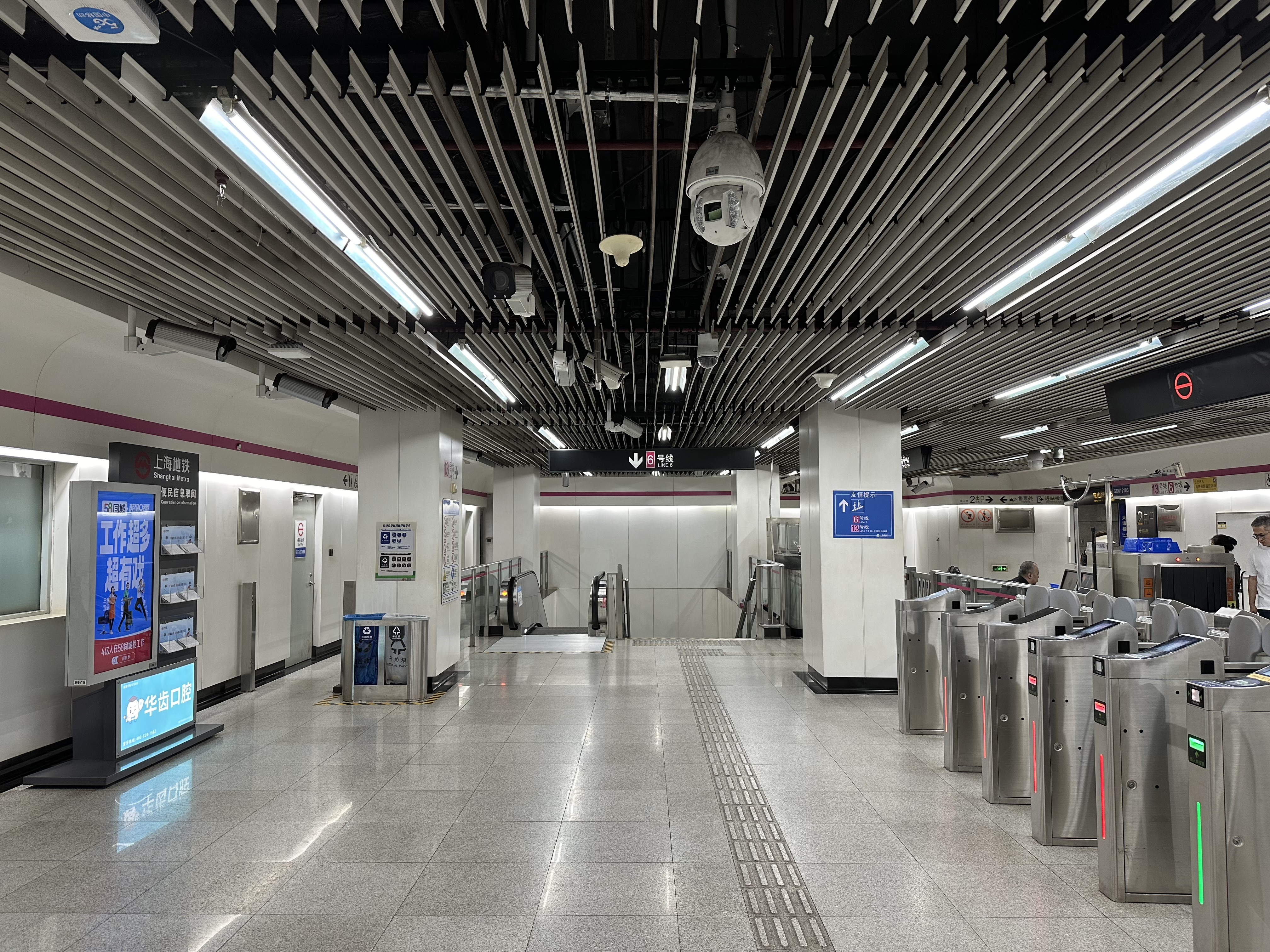
6号線南コンコース
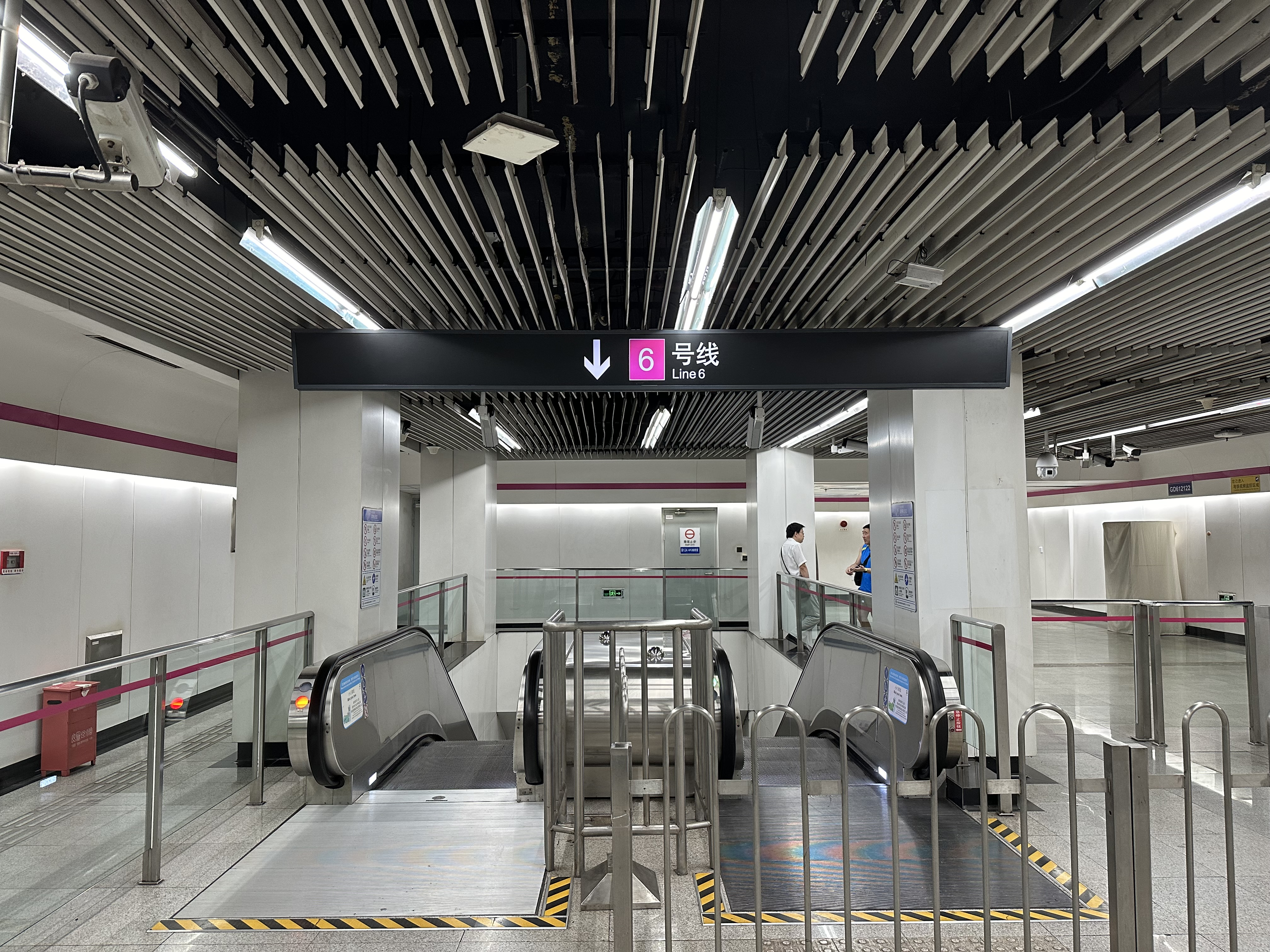
6号線北コンコース
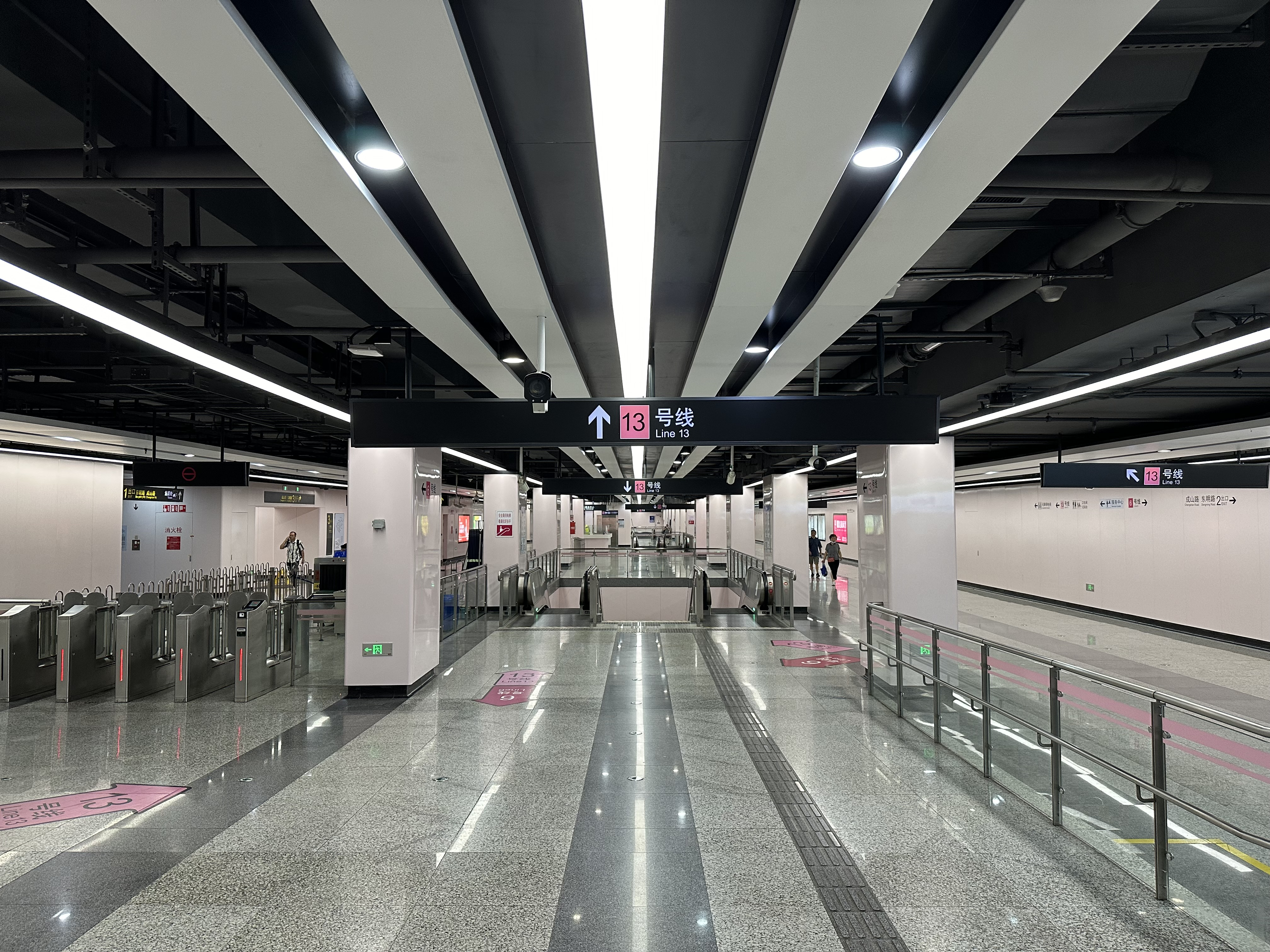
13号線コンコース
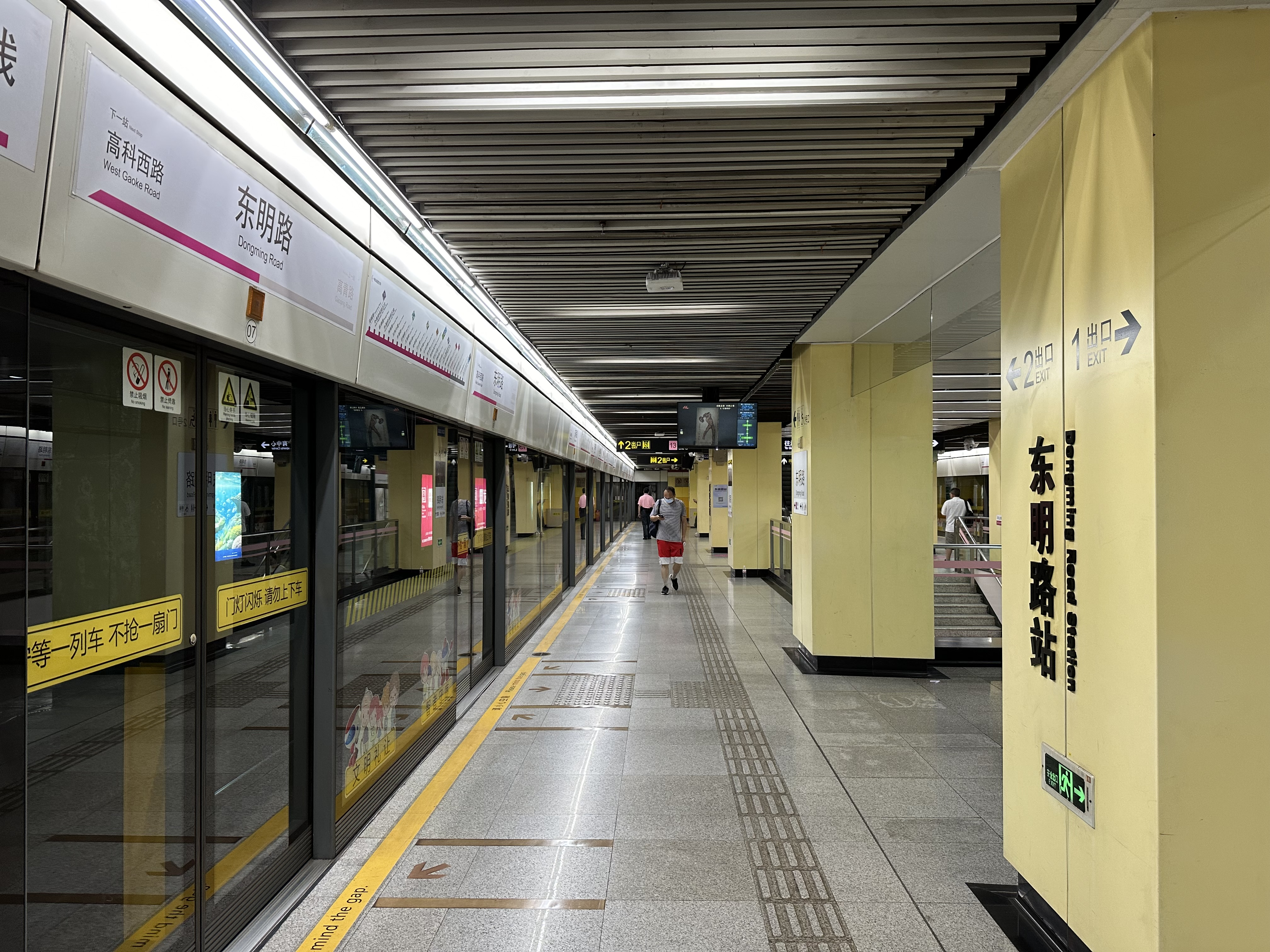
6号線ホーム
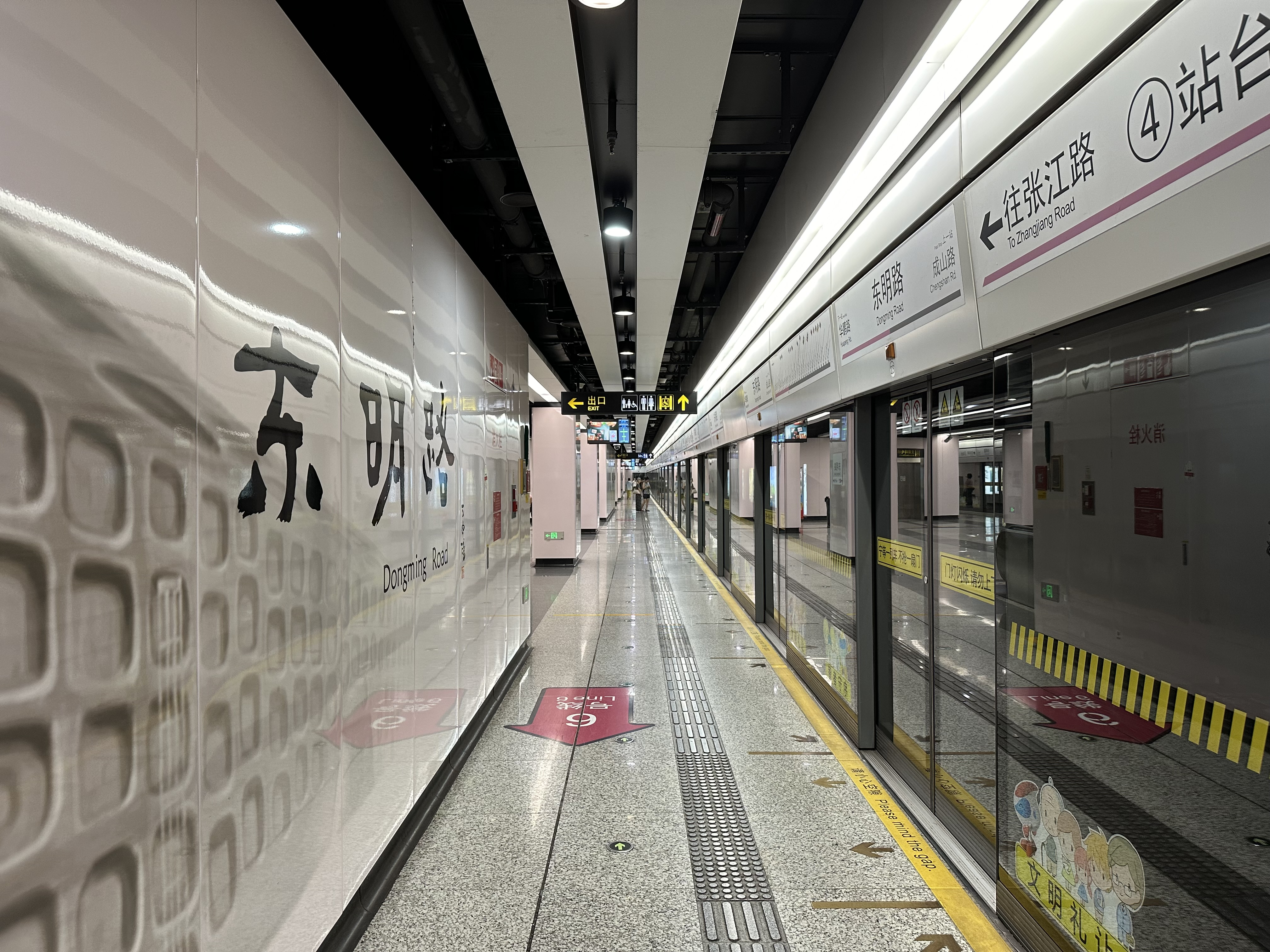
13号線ホーム

## 隣の駅
上海軌道交通
■ 6号線
高科西路駅 - 東明路駅 - 高青路駅
■ 13号線
成山路駅 - 東明路駅 - 華鵬路駅